# Långsjö
Långsjö – dzielnica (stadsdel) Sztokholmu, położona w jego południowej części (Söderort) i wchodząca w skład stadsdelsområde Älvsjö. Graniczy z dzielnicami Herrängen, Långbro i Älvsjö oraz z gminą Huddinge.
Według danych opublikowanych przez gminę Sztokholm, 31 grudnia 2020 r. Långsjö liczyło 2961 mieszkańców. Powierzchnia dzielnicy wynosi łącznie 1,13 km², z czego 0,07 km² stanowią wody jeziora Långsjön.